# マルメロ、キャベツ、メロン、キューリのある静物
『マルメロ、キャベツ、メロン、キューリのある静物』（マルメロ、キャベツ、メロン、キューリのあるせいぶつ、西: Bodegón con membrillo, repollo, melón y pepino, 英: Still Life with Quince, Cabbage, Melon, and Cucumber）は、17世紀スペイン・バロック期の画家フアン・サンチェス・コターンが1602年ごろ、キャンバス上に油彩で制作した静物画で、彼の傑作であると見なされている。作品はサン・ディエゴ美術館に所蔵されている。

## 作品
コターンは、17世紀のトレドで活動した富裕な静物画家であった。彼の最良の作品は、果物と野菜を描いた作品であると見なされている。後にカルトジオ会の修道院に入り、静物画を放棄して宗教的人物像を描いた。
一般に『マルメロ、キャベツ、メロン、キューリ』として知られる本作は1602年ごろに描かれたキャンバス画である。画面には、題名にある食物が窓枠上に左から右側に配置されている。マルメロとキャベツは空中に糸で吊るされているが、それは17世紀において食物を保存する一般的な方法であった。本作はボデゴン (スペインの厨房画) として分類される。
光は、鑑賞者の位置から画面に差し込んでいる。モティーフは触れられそうなほど近くにあるように見えるが、それでも鑑賞者から隔てられている。自然主義的に描かれているにもかかわらず、それぞれのモティーフは黒い背景の中で孤立しており、非常に人工的で、モニュメンタルかつ彫刻的な重力を持つ。画面中央には空白があり、モティーフの配置は偶然的なものに見える。空間のサイズ感は否定されており、絵画の主な主題は不安を喚起することである。
絵画はモティーフを彫刻的に描写していることで注目に値するが、その幻視的な遠近法も特筆すべきである。キャベツとマルメロは、メロンとその前にあるキューリより前方に突き出ているように見える。研究者ハネケ・フローテンボール (Hanneke Grootenboer) は、モティーフの細部と黒い背景の間のコントラストに着目した。背景には何ら奥行きが描かれていないが、それでも奥行きが感じられるのである。別の研究者ノーマン・ブライソン は、ほかの静物に比べ、モティーフが動きのなさ、重量のなさのために人間の栄養源としての目的から分離されているものであることに着目した。形態の幾何学的秩序は主題を描写するのに役立つ媒体ではなく、「それ自身のために」探求されているように見える。モティーフと、それら本来の栄養源としての目的との間の分離は意図的なものであるのかもしれない。カルトジオ会修道士は、人間の身体を物質的世界から遠ざける試みとして断食を行ったからである。黒い背景は、この概念に関連するものなのかもしれない。研究者のシリ・ハストヴェットは、「この空間が、現実のいかなる空間でも示唆していることはありえない。意図的に非現実的で抽象的な空間となっており、それ [背景] は堅固な壁ではなく無限性を表している。これは、神によって定められた、精緻な関係性の体系内部で輝く聖なる贈り物としての食物なのである」と述べている。コターンは1603年あるいは1604年にカルトジオ会に入ったが、その影響は1602年ごろに描かれた本作にすでに見られる。

## 遺産
亡命した元スペイン王ジョゼフ・ボナパルトは、1818年に本作をペンシルベニア美術アカデミーに売却した。作品は現在、サン・ディエゴ美術館に展示されている。同美術館の学芸員ジョン・マルシアーリ (John Marciari) は、絵画はコターンの傑作として「世界的に称賛されている」と述べた。長年、本作が描かれた目的と歴史的背景について議論がなされてきた。
アメリカの画家ジョン・クレム・クラークは、1979年にスーパーリアリズムによる本作の複製を制作した。2006年に、イスラエルの写真家オリ・ゲルシュトはマルメロをザクロに置き換えた本作の複製を制作したが、後にエルサレムのバイオレンスを表現するためにザクロは銃弾で打ち抜かれた。